# Snuff-Movie
Snuff-Movie is een Britse horrorfilm uit 2005, geschreven en geregisseerd door Bernard Rose.

## Verhaal
In de jaren zestig wordt de zwangere vrouw van Boris Arkadin op brute wijze vermoord door een Manson-achtige bende hippiepsychopaten. Boris, een excentrieke kluizenaar, maakt een comeback wanneer hij enkele acteurs uitnodigt in een groot landhuis op het Engelse platteland om auditie te doen voor zijn nieuwe film. Wat de meesten van hen niet weten, is dat ze worden gefilmd door verborgen camera's die zijn gekoppeld aan een snuff website.

## Rolverdeling
| Acteur             | Personage                                 |
| ------------------ | ----------------------------------------- |
| Jeroen Krabbé      | Boris Arkadin / Mr. Maezel                |
| Lisa Enos          | Mary Arkardin / Wendy Jones               |
| Teri Harrison      | Pamela / Angie                            |
| Alastair Mackenzie | Justin / Andy / Freddy / Peter            |
| Lyndsey Marshal    | Sandy / X / Janice                        |
| Hugo Myatt         | Dr. Culpepper / Leon Bank / Desk Sergeant |

## Productie
De opnames vonden plaats van 11 oktober 2004 tot en met 6 november 2004 in de Castel Film Studios in Boekarest.

## Release
De film ging in première op 27 augustus 2005 op het Internationaal filmfestival van Edinburgh. Op 24 april 2006 verscheen de film op het Amsterdam Fantastic Film Festival.